# 彩玉家
株式会社彩玉家（さいたまや）は、埼玉県川越市に本社を置き、みそだれやきとり「ひびき庵」などを運営している日本の企業。株式会社エビス商事の100%子会社。旧社名は株式会社ひびき。
本項では、2020年5月まで事業を行い、後に株式会社HM管財（えいちえむかんざい）へ商号変更された旧:株式会社ひびきに関しても記述する。

## 概要
1990年6月に広告企画業として創業し、1992年1月に旧:株式会社ひびき（以下旧社）が設立。1994年に川越市にある百貨店の催事に焼鳥の模擬店を出店したところ、好評を得たため、焼鳥の製造・販売を中心とした事業に転換。1995年に川越市に1号店を出店して以降、埼玉県東松山市で親しまれているみそだれを使用した焼き鳥を提供する「ひびき庵」の運営を埼玉県にて行っている。
みそだれやきとりがモンドセレクションを受賞し、各種メディアにも取り上げられた一方で、積極的な出店や川越市に開設した吉田工場などに関係する借入金が経営を圧迫した他、店舗増加に伴う本部人員の増加も経営悪化に拍車をかけた。
2015年6月期には約15億5800万円、2018年6月期には20億7400万円の売上と公表していたが、実際は粉飾決算（後述）によるものであった。東京都内における旗艦店であった「全や連総本店TOKYO」がテナントオーナーの意向で閉店に追い込まれた。後継店舗である有楽町店の不振もあり、2019年6月期は約14億円の赤字かつ債務超過にまで転落した。
2018年と2019年には取引金融機関の意向で埼玉県内の酒卸売業を、東京都内の飲食業をそれぞれ買収し、日本酒オートサーバーの開発などを行ったが、経営悪化に歯止めがかからず、2019年8月20日に東京地方裁判所へ民事再生法の適用を申請し、8月26日に民事再生手続開始決定を受けた。負債総額は77億949万円。
2020年4月に、宮崎県都城市に本社を置き、首都圏を中心に飲食店を運営しているとりビアーを民事再生スポンサーに選定。とりビアーは、同年4月15日に事業を譲受する新会社として株式会社ひびき（以下新社）を設立。新社は、同年6月1日付で株式会社ひびき（以下旧社、2020年5月に株式会社HM管財へ商号変更）から約1億4000万円で事業を譲受した。新社の本社はひびき庵別館東松山駅前3号店と同一地に置かれる他、新社の社長もとりビアーの社長が兼務する。
新社は、メニューの見直しを実施せず、仕入れ先をとりビアーの親会社であるエビス商事中心にに切り替えた上で、仕入れコストの削減を図る他、埼玉県産の食材の他にも宮崎県産の食材も使用する事で経営再建を図り、2022年3月1日に商号を「株式会社彩玉家（さいたまや）」に変更したと同時に、本社を東松山市から川越市へ移転した。
その後、2025年5月に株式会社彩玉家の経営権が株式会社エビス商事に変更となり、彩玉家の社長もエビス商事の社長が兼務することとなった。
HM管財は、新社への事業譲渡後も民事再生手続を継続していたが、2020年11月4日に東京地方裁判所から民事再生手続廃止決定を受けたと同時に保全管理命令を受け、同年12月1日に東京地方裁判所から破産手続開始決定を受けた。HM管財の旧本社屋も不動産競売に掛けられ、2021年9月21日からさいたま地方裁判所川越支部で行われた特別売却において、2524万8000円で売却された。
HM管財は2023年4月3日に法人格が消滅した。

## 旧社による粉飾決算
旧社は、旧社の社長である日疋好春の父親である日疋文爾が手掛けていた事業の失敗により、旧社の設立時から資金を事業失敗の穴埋めのために流用することになった。それが故に、多額の法人税滞納に追い込まれた。2009年に法人税滞納が金融機関に知れ渡ることになり、金融機関は法人税を納付しない場合は銀行取引停止にすると通告した。滞納分の法人税を支払うことが不可能となった旧社は、粉飾決算に手を染めることになった。
旧社は、2010年3月期と2011年3月期に架空売り上げを計上。粉飾決算でさらに信用を築いていったが、それが故に経営は悪化し、前述の通り経営破綻に至ることになった。
当初は日疋好春社長が自主再建を行うとしていたが、2019年8月26日に東京都内にて行われた債権者説明会において、長年にわたり、粉飾決算や不正なリース契約による資金調達を行っていたことが明らかになった。旧社が行っていた多重リースは、一時的に資金を得ることが可能である一方で、多額のリース料を支払うというリスクを抱えるものであった。これにより、債権者の賛同が得られなくなったと同時に、自主再建の道が断たれ、スポンサー型の民事再生が行われることになり、最終的にとりビアーが設立した新会社へ事業を譲渡することになった。ある金融機関は、「経営指導できるメインバンクが不在だった」とコメントしている。日疋好春は、新社への事業譲渡と同時にHM管財の社長を辞任している。
埼玉県警は2022年5月18日、詐欺の疑いで旧社の元社長である日疋好春など3人を逮捕した。容疑は、2019年6月から7月にかけて、旧社が新規開業する店舗において、他の企業とリース契約を締結していたにもかかわらず、その事実を隠して他社と虚偽のリース契約を締結し、共謀した工務店社長が製品を納入したように装い、リース会社が工務店に支払った厨房機器の代金約830万円を騙し取った疑い。同年12月13日に、さいたま地方裁判所で日疋好春に対する判決公判が行われ、さいたま地裁は「首謀者として計画的巧妙で悪質な犯行」と指摘し、日疋好春に対して懲役3年の実刑判決を言い渡した。

## 店舗
現行店舗に関しては、店舗情報を参照